# الهاجة (المحويت)

تعديل مصدري - تعديل

الهاجة هي إحدى قرى عزلة المجاديل بمديرية المحويت التابعة لمحافظة المحويت، بلغ تعداد سكانها 298 نسمة حسب تعداد اليمن لعام 2004.